# 重庆杨家坪拆迁事件

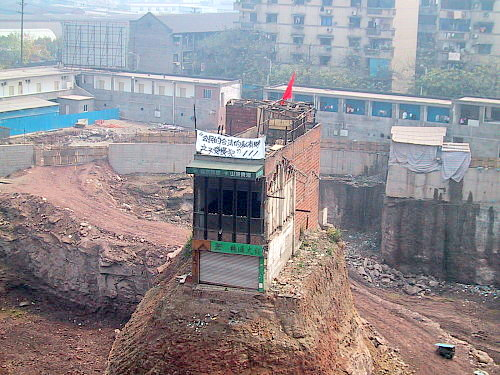
位于重庆杨家坪，被中国媒体称为“史上最牛钉子户”的房子，摄于2007年3月28日

重庆杨家坪拆迁事件是一件发生在中国重庆市关于土地强制徵用的拆迁事件。开发商为迫使一不肯搬迁的住户最终迁离，在住户宅房周围开挖基坑，使之成为了高于地面十餘米，像口大釘子的“孤岛”。但自2007年2月26日以来，一组以“史上最牛钉子户”为题描绘该住户境遇的图帖在中国大陆各大网络论坛传播，引起大陆网民與中外新闻媒体关注，網民甚至以論壇或個人主頁和博客形式現場報道，在中國大陆甚為罕見。
同时由于此案涉及到同一個月十届人大五次会议刚通过的物权法中对于私有合法财产的平等保护，以及对“公共利益”边界的界定和解释等问题，引来众多法律界专家学者的讨论，也得到不少民众和中外新闻媒体的注目與對該拆遷戶之同情；事件經過3月下旬的僵局後，至4月2日下午左右以業主接受易地實物安置解決並在當晚移平“孤岛”建築，結束事件。

## 事件经过

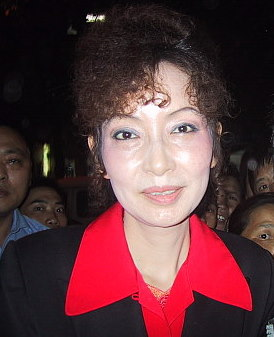
事件女主角吴蘋

2004年起重庆市九龙坡区的鹤兴路片区旧城改造工程开始启动，重庆南隆房地产开发有限公司与重庆智润置业有限公司确定联合对该片区实施商业开发，2005年重庆正升置业有限公司加入成為第三方開發商，该地区邻近杨家坪轻轨站，是当地的商业核心地段之一。自拆迁公告发布以来，该片区204住户和77非住宅户，除杨武、吴蘋夫妇一户外，均陆续与开发商达成协议搬迁。
而杨武、吴蘋夫妇的房屋則座落于鹤兴路17号，面积219平方米，是一座两层砖混结构，属营业用房，據吳蘋所述，該地段在1944年由楊武父親建成房子，1992年重建成現在的建築，2004年8月31日公佈拆遷公告，由於他們的房子最大，九龍坡區房管局以此為由放到最後來解決。2005年9月6日房管局與發展商達成裁決，但沒有剩下九家拆遷戶之參與和簽字，吳蘋作為代表與房管局理論後終止裁決，並對區內斷水斷電，2005年7月，其他八戶拆遷戶已跟發展商達成協議，只獨事件主角夫婦仍在膠著。

### 洽商與僵局
2006年9月14日，吳蘋與開發商第一次協商，吳蘋稱發現發展商之拆遷許可證已在2004年8月過期，但在開發商取得之談話記錄中只記載吳蘋同開發商提出索償近600萬元人民幣。由此一直未能与开发商达成一致，拒绝拆迁并拖延至事件曝光後。2007年1月8日，九龙坡区房管局召開聽證會，1月11日九龙坡区房管局根据开发商此前提出的行政裁决申请，要求该户在收到裁决书之日起15日内搬迁，交付房屋，但该户对裁决书拒绝执行。同时在此期间，发展商为了不影响进度，在杨武、吴蘋夫妇房屋的周边拆迁地区进行基坑开挖，使该房成为了矗立在基坑中央高达十餘米的“孤岛”。
2007年2月1日，九龙坡区房管局向九龙坡区人民法院提起了《先予强制拆迁申请书》，法院于2007年3月19日召开司法强拆听证会后，要求被拆迁人最迟于3月22日晚24时前拆除房屋。其間的日子吳蘋曾與開發商幾乎達成協議，但吳蘋要求南房產公司的蓋章卻未果；在聽證會上吳蘋稱聽證會未能給她說話的機會，在执行期限即将到来之前，房屋雖然早已被斷水斷電，但楊武斷然在3月21日爬上「孤島」重返留守孤房，每天由妻子或妻子之兄吳健把食物、瓶裝水甚至大瓦斯瓶送至空地下，由丈夫以以繩子把它們一一吊上至房子內，以維持生活所需，同时也带上包括《中华人民共和国宪法》在内的各种法规文本和有效证件。男主人在楼顶（前方）扯上“公民的合法的私有财产不受侵犯”橫幅，後方一樓則拉上「國家尊重和保護人權」橫幅，并在众多记者的镜头前挥舞国旗，表示“与楼共存亡”，附近亦有不少民眾到場展示橫幅，表示聲援夫婦的百姓。

### 發展與結局
3月22日期限过後，至同月30日上午，九龍坡區人民法院仍未强制执行拆遷，媒體猜測為中外輿論強大注目之下使然，不能輕舉妄動；但於同日該法院發表公告，責令在釘子戶內堅守的杨武在4月10日前（即十天後）自動搬遷，釘子戶交由智潤置業公司拆除，逾期者院将择期依法实施强制拆除，九龍坡區區長黄云在3月31日上午十點舉行新聞發布會重申該公告，該區房管局領導均在席上。記者會後吳蘋開始拒絕記者訪問，此後沒有以往般在基坑處召開記者會的「習慣」，而記者亦不能再順利向夫婦兩人查詢事件發展，而全國媒體與重慶市政府口徑一致之下，至此事件發展只能從官方媒體發布而得知，但楊武仍留守屋內，象徵抗議的橫幅也沒有撤下。
事件至4月2日下午有突破性發展：楊武、吳蘋夫婦與開發商在下午四點半達成協議並簽署拆遷安置同意書；夫婦同意接受易地實物安置，在沙坪壩區置換一套同等面積之商業用房（協議中沒有涉及補償金事項），約下午五點，楊武拆除掛在屋子前後之橫幅與國旗並收拾家當離開房子，象徵事件的落幕。官方人員其後曾登上該幢樓房樓頂視察並拍照（據周曙光拍攝照片），而開發商於晚上七點半開始以「怪手」拆除房子，至當晚十點半被移平（但地基土丘並未推倒），事件正式結束。據剛上任半個月的九龍坡人民法院院長張立向官方媒體記者稱，法院方面在這兩天已組織六次調解。3月28日下午，九龍坡區委書記鄭洪與吳蘋商討近三小時；4月1日在該法院組織下拆遷雙方先達成口頭協議，翌日下午雙方簽字。
該區法院院長張立在4月3日上午十點二十分召開記者會說明，內容由官方網站「華龍網」發布；主要內容為法院接洽事件與協商經過，與協議中房價與補償方面的細節（請參閱新聞稿），另發展商補償因未談妥協議而先行施工引致未能營業的損失90萬元人民幣。此外，張立稱當事人楊武夫婦由於他們「太疲憊，不願被記者打擾」，所以關掉手機斷絕對外聯繫，並稱現時人身絕對自由，並未受限制人身自由；而是次記者會張立稱法院方面亦有邀請，但被他們「婉拒」之。

## 事件背后

### 當事人背景
杨武、吴蘋夫妇於1979年起經營东风酒楼與外貿公司生意，該酒楼也是當時該地段最大的一家酒樓，現在酒樓於重庆、北京、武汉、成都皆有分店，吳蘋在接受訪問時稱其父為重庆市检察院的一名退休檢察官，母親也在檢察院架構中工作。傳媒猜測因此深厚背景之關係，該釘子戶不像周邊眾多釘子戶一般早被拆遷，而吳蘋每當接受訪問或見記者時，裝束亦十分整齊得體。男户主杨武从小酷爱武术，1985年曾获得“渝州武术散打搏击赛”75公斤级冠军，能徒手爬上高达10米的“孤岛”。

### 網絡媒體報道討論

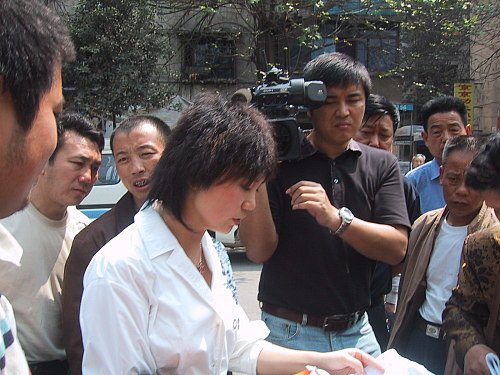
广州的南方电视台在重庆作此事件的采访，摄于2007年3月29日

网络对钉子户的关注大致在3月22日前一周左右的时间，从那时中外各大媒体報道、BBS开始流传史上最牛钉子户的图片。这张颇具行为艺术的照片由于强烈的讽刺意味，受到大陆境内外媒体（包括著名媒體如CNN、紐約時報、泰晤士報、香港有線電視與鳳凰衛視等）与网民的广泛关切。國內不少大型媒體亦積極派駐駐地記者採訪報道最新消息，因此涉及到國內徵地補償這一敏感事件，但輿論在三月中旬起沸沸揚揚的報道，事件的曝光與媒體報道日增。
在3月22日（法院命令自行拆除限期），男主人在楼顶上挥舞国旗，聚集数百人观看，亦從這天起，不少媒體在現場守候或者對女事主進行專訪。同时天涯社区等著名BBS討論區有大量对于钉子户的争论。随后两天，网上力挺钉子户的呼声越来越高。房主夫妇的形象被PS成多个有象徵意义的图片，例如房子被做成一个长城的墙垛的形象。在事件曝光後，不少本地與外地的被拆遷戶在工地進入門口舉上橫額或者以文字與照片的小字報在工地門口的牆上貼上自己的經歷，向記者或遊人展示自己與當事人雷同的狀況與困境；而且是次事件引發大陸網民熱烈討論，甚至親身赴現場採訪並跟進報道，也是这次事件中另一個為之注目的現象。

## 后续
事件所在地，后开发为正升百老汇。
事件引发中国政府开始考虑制订新法令。2010年12月，《国有土地上房屋征收与补偿条例(第二次公开征求意见稿)》向社会公开，2011年正式颁布。
有研究者曾撰文，认为其对城市拆迁工作“意义深远”。

### 網民直播頁面
- 事件现场追踪报道 （页面存档备份，存于）（周曙光Blog）
  - 相關報道：

- - 中國博客助最牛釘子戶揚名海內外 （页面存档备份，存于），2007年4月3日美國之音中文網

- 貓撲網大雜燴內帖子

### 新聞報道
- 网友热议论坛图片 史上最牛的钉子开口索要2000万，2007年3月9日東方今報
- “最牛钉子户”否认要价两千万，2007年3月18日新京報
- 史上最牛钉子户在战斗，2007年3月23日南都周刊

- 最牛钉子户向重庆高院申诉1[永久]／2[永久]／3[永久]／4[永久]，2007年3月24日北京青年報
- “钉子户”是否强拆未确定，2007年3月24日河北青年報
- 众多“钉子户”声援吴苹 （页面存档备份，存于），2007年3月25日南方都市報
- 房主继续坚守房管局坚称不会恢复水电[永久]，2007年3月25日東方早報
- 任忠萍：对“最牛钉子户”的拆迁完全合法，2007年3月25日新華網
- 九龙坡拆迁办就「最牛钉子户」相关问题的答复：1／2，2007年3月25日新華網
- “最牛钉子户”否认有背景，2007年3月25日新京報
- 重慶“最牛釘子戶”和失地農民 （页面存档备份，存于），BBC中文網2007年3月26日
- “钉子户”的红旗 （页面存档备份，存于），2007年3月26日21世纪经济报道
- “牛钉”够牛 发展商怕了她，2007年3月26日廣州日報
- “最牛钉子户”事件陷僵局，2007年3月26日河北青年報
- 拆迁问题困扰世界 各国如何面对“钉子户”[永久]，2007年3月26日國際先驅導報
- Chinese couple tests property law，2007年3月27日CNN
- Homeowner Stares Down Wreckers, at Least for a While （页面存档备份，存于），2007年3月27日紐約時報
- 「最牛钉子户」想与市长对话[永久]，2007年3月28日北京青年報
- 直击「钉子户」　户主称法律就是背景：1 （页面存档备份，存于）、2 （页面存档备份，存于）／3 （页面存档备份，存于）／4 （页面存档备份，存于），2007年3月28日中國新聞周刊
- “最牛钉子户”两年半三方博弈，2007年3月28日新京報
- 拆迁时代的典型样本 （页面存档备份，存于），中國青年報冰點特稿第620期，2007年3月28日
- 访民汇聚借最牛钉子户磕头鸣冤外媒[永久]，2007年3月28日六四天網
- “最牛钉子户”老邻居首度讲述拆迁经过：1、2、3、4，2007年3月29日河北青年報
- 广州地产界料“钉子户”恐成普遍现象 （页面存档备份，存于），2007年3月29日广东新闻网
- “钉子户”报道中过度亢奋的传媒 （页面存档备份，存于），2007年3月29日中國青年報
- “最牛钉子户”身世再调查，2007年3月29日廣州日報
- 重慶「釘子戶」事件內幕調查 （页面存档备份，存于）、「釘子戶」事件給法律一個機會 （页面存档备份，存于）、僵局持續，最牛「釘子戶」事件如何收場 （页面存档备份，存于），2007年3月29日南方周末
- 法院下通知今天强拆“孤岛”：1、2、重庆市政府尊重法律没错，2007年3月29日羊城晚報
- 最牛釘子戶仍堅守待拆樓房[永久]，2007年3月29日自由亞洲電台
- 钉子户或为中国民众发泄不满渠道，2007年3月29日美國之音
- All eyes on the 'nail house' as lone protester waits on high （页面存档备份，存于），2007年3月29日泰晤士報
- 史上最強の「居座り」、7日目突入！ （页面存档备份，存于），2007年3月29日日本record china
- “最牛钉子户”催生“市民记者”1／2、裸狗：是炸弹就要丢到人多的地方去／天涯网友：播报因“灌水”被删／“最牛钉子户”因何催生“市民记者”，青年周末第53期
- 重慶「最牛釘子戶」受矚目　相關討論網站被關閉 （页面存档备份，存于），2007年3月30日東森新聞網
- 钉子户域名 喊价50万，2007年3月30日信息時報
- 重庆法院重设“拔钉大限” （页面存档备份，存于），2007年3月30日城市快報
- 吴苹成维权名人 对市长称自己为钉子户不满：1／2／3／4／5／6，2007年3月30日華商報
- 传重庆政府要强拆钉子户 中外媒体再次严阵以待[永久]，2007年3月30日聯合早報
- “最牛钉子户”背后的有产阶层，唐昊 著，2007年3月30日羊城晚報
- 重慶「最牛釘子戶」要價曝光，大公報2007年3月30日
- 法院再次责令重庆“最牛钉子户”下月十日前搬迁 （页面存档备份，存于），中新社2007年3月30日
- 九龙坡区法院责令「钉子户」4月10日前搬迁[永久]，華龍網2007年3月30日
- 王轶：公共利益三问 （页面存档备份，存于），上海新民周刊2007年3月30日
- 釘子戶事件出現拐點 務實妥協最為關鍵 （页面存档备份，存于），2007年3月30日多維新聞網
- 網友轉貼炒熱 國新辦下禁令，2007年3月30日台灣聯合報
- 中国下令禁止网上报道钉子户事件[永久]，2007年3月30日自由亞洲電台
- 九龙坡区政府就“钉子户事件”举行新闻发布会，華龍網2007年3月31日（文字直播）
- 对杨武房屋断水断电作法不恰当[永久]，華龍網2007年3月31日
- 三大分歧使钉子户与拆迁方未达成协议 （页面存档备份，存于），中新網2007年3月31日
- 杨家坪强拆案 不到最后时刻不会强行拆除，2007年4月1日重慶晚報
- 官方展開壓制 「釘子戶」山雨欲來、區政府：斷水斷電處理不當[永久]、小蝦米對抗大鯨魚 物權法 能保住釘子戶？[永久]，2007年4月1日中國時報
- 雙方再協商或增予賠償，2007年4月1日大公報
- 重庆市钉子户事件 法院又判：铁定4月10日拔“钉子”1[永久]／2[永久]／3[永久]，2007年4月1日聯合早報
- 钉子户和“公共利益”的糊涂账，2007年4月2日中国经营报
- 物权法专家解读重庆“钉子户”事件[]，2007年4月2日法制日報
- 逾九成网民正在关注“史上最牛钉子户” （页面存档备份，存于），2007年4月2日中國青年報
- 渝钉子户10日前须搬迁 不到最后不强拆，2007年4月2日上海文匯報
- “最牛釘子戶”事件影響中共接班安排？ （页面存档备份，存于），2007年4月2日亞洲時報在線
- 双方达成和解 重庆对拆迁“钉子户”房屋实施拆除，2007年4月2日新華網
- 4月2日拆遷組圖：新華網／九龍坡區政府／中新網1 （页面存档备份，存于）、2 （页面存档备份，存于）、3 （页面存档备份，存于）／華龍網兩江論壇[永久]／周曙光[永久]
- 「钉子户」即将拆迁  双方已达和解并签署协议 （页面存档备份，存于），2007年4月2日人民網
- 重庆「钉子户」孤屋在夜幕中倒下 （页面存档备份，存于）、工地外挤满围观者 （页面存档备份，存于），2007年4月2日中新網
- 中國泛藍聯盟：重慶釘子戶和解是好事，2007年4月2日台灣中央廣播電台
- 重庆“最牛钉子户”孤楼被拆除 （页面存档备份，存于），2007年4月3日中國青年報
- 業主允非原地樓換樓 協議未提賠錢 （页面存档备份，存于），2007年4月3日明報
- 堅守13天 重慶釘子戶和解 （页面存档备份，存于）、「沒收」式執法受挑戰 （页面存档备份，存于），2007年4月3日文匯報
- “最牛釘子戶”房屋夜幕下被拆除 （页面存档备份，存于），2007年4月3日BBC中文網
- 同意異地換屋 釘子戶昨晚拆除、地方政府學會新三步[永久]，2007年4月3日中國時報
- 重庆最牛钉子户被“挖”掉，2007年4月3日新京報
- “重庆最牛钉子户”　终于拆了1／2，2007年4月3日聯合早報
- 2007年4月3日九龍坡人民法院記者會新聞稿：法院披露“孤岛”拆迁内幕／法官称吴苹夫妇人身自由，華龍網
- 任忠萍專訪 （页面存档备份，存于），2007年4月3日大河網
- Demolition ends China house standoff，2007年4月3日CNN
- Goodbye Nail House （页面存档备份，存于），2007年4月3日時代雜誌「博客中國」
- “釘子戶”新聞上BBC頭條　外媒怎麽看？1 （页面存档备份，存于）／2 （页面存档备份，存于），2007年4月3日中評社
- China's 'nail house' is pulled out of its lonely site （页面存档备份，存于），2007年4月3日美聯社
- Home Torn Down in China After 3-Year Standoff，2007年4月3日紐約時報
- Demolition ends China house row （页面存档备份，存于），2007年4月3日BBC
- 阮次山批评重庆钉子户藐视法律 遭网友炮轰 （页面存档备份，存于），2007年4月5日新快報
- 重庆这几天发生了什么 （页面存档备份，存于），2007年4月5日南方周末
- 最牛钉子户处置获中央支持 （页面存档备份，存于），2007年4月9日東方早報
- 史上最牛钉子户事件余波未了 （页面存档备份，存于），2007年4月10日第一財經日報

### 评论
- 我们需要钉子精神，吳蘋專訪，2007年3月22日新京報
- 钉子户，挺住！，2007年3月23日南方都市报社评
- 别再叫他钉子户，2007年3月22日法制晚報
- 吴敏：从顺民、暴民走向公民，2007年3月24日中国选举与治理网[]
- 重慶「釘子戶」考驗中國物權法[]，2007年3月28日金融時報[]
- 重庆九龙坡区法院打了《物权法》一耳光、“重庆钉子户”检验政府、更需要重视的是言论的平台、政府的“生意”、财产权：是人权，不是物权！、国家的失败，摘自《选择周刊》第127期选编，2007年3月28日
- 钉子楼─保护私权的精神堡垒，2007年3月29日聯合早報[]
- 「钉子户」别「钉」死了公共利益 （页面存档备份，存于），2007年3月29日人民網
- 何清漣：《物權法》能保護重慶“最牛釘子戶”嗎？，第185期華夏電子報
- 拆遷事件 公共利益 維權意識，2007年3月31日澳門日報社論
- 秦暉：百姓安乐才是真正大国 （页面存档备份，存于），2007年4月2日南方都市報
- 如何对待越来越多的网民参政议政现象，2007年4月3日紅網
- “这是一个把坏事变成好事的成功范例”[永久]，2007年4月3日重慶晨報
- “钉子户事件”和解是多赢结局，2007年4月3日新京報
- 從“最牛釘子戶”看中國，2007年4月2日朝鮮日報
- “汪洋困境”有何出路？ （页面存档备份，存于），2007年4月2日亞洲時報在線
- “钉子户”报道媒体责任缺位，2007年3月29日佛山日報
- 釘子戶釘出里程碑老百姓尋回知情權 （页面存档备份，存于）、媒體與互聯網的盛宴 （页面存档备份，存于），2007年4月1日亞洲周刊
- 政府介入輿論消音 釘子戶、業者再協商[永久]、維權觀念覺醒 凸顯拆遷糾紛[永久]，2007年4月2日中國時報
- “最牛釘子戶”被拆 引廣泛爭論 （页面存档备份，存于），2007年4月3日BBC中文網
- “最牛钉子户”事件考验政府公共事件应急能力 （页面存档备份，存于），2007年4月3日中新社
- 张宏良：“钉子户”把什么钉上了中国历史？ （页面存档备份，存于），2007年4月3日北京大军经济观察研究中心
- 论“最牛钉子户”的倒掉 （页面存档备份，存于），2007年4月4日信息時報
- 新快報系列社評：“钉子户事件”中的法律误解、“钉子户事件”和解掩盖制度缺陷、“征收”变“拆迁”，政府无视法律常识，2007年4月2日─4日
- 最牛钉子户事件，法律成为了输家 （页面存档备份，存于），2007年4月5日南方都市報
- 从「钉子户」事件看公民的权利坚守 （页面存档备份，存于），2007年4月5日燕趙都市報
- 土地征收与“非公推定” （页面存档备份，存于）、找准“孤岛”事件的病根 （页面存档备份，存于）、把偶然事件变成历史进步的契机 （页面存档备份，存于），2007年4月5日南方周末